# Srednogortsi
Srednogortsi (bulgariska: Средногорци) är ett distrikt i Bulgarien.   Det ligger i kommunen Obsjtina Madan och regionen Smoljan, i den södra delen av landet, 180 km sydost om huvudstaden Sofia.
I omgivningarna runt Srednogortsi växer i huvudsak blandskog. Runt Srednogortsi är det ganska tätbefolkat, med 75 invånare per kvadratkilometer.